# 那覇バス具志営業所

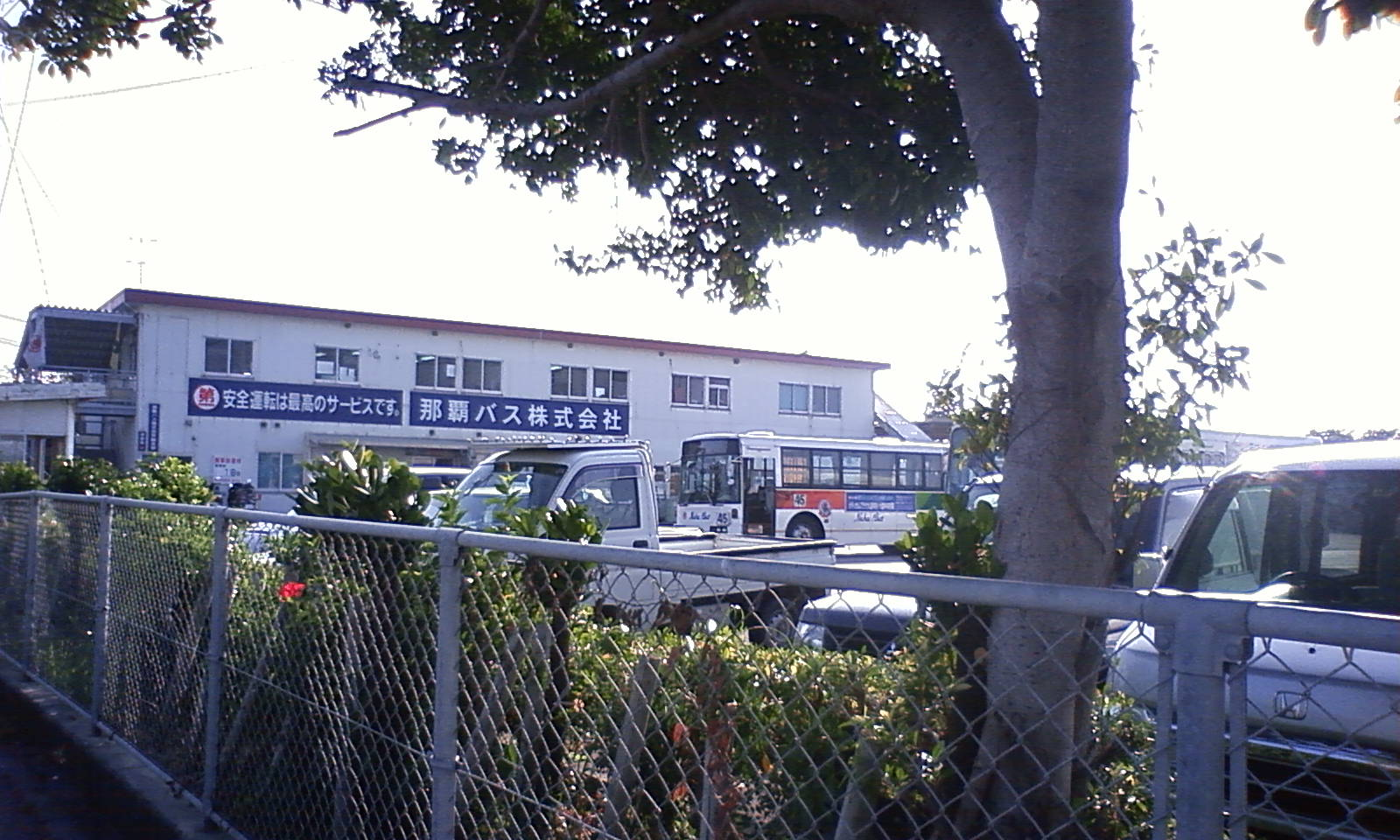
那覇バス具志営業所

那覇バス具志営業所（なはばすぐしえいぎょうしょ）は、沖縄県那覇市具志にある那覇バスの営業所である。以前は市内線は廃止された12番（末吉線）のみで、那覇市内にあるがほぼ市外線の営業所として利用されていた。2005年5月1日に9番 （小禄石嶺線）と11番（安岡宇栄原線）が路線延長され当営業所を起終点とするようになり、市内線も利用するようになった。
かつては観光部も同営業所内にあったが、2022年4月1日付で、定期観光バスを除き、琉球バス交通に移譲、統合された。

## 歴史
- 以前は当営業所から9番、11番で次のバス停にあたる「松川入口」バス停の近くに「小禄営業所」が置かれており、9番、11番はそこを発着していた。101番も小禄営業所発着で、45番は与根折り返しであった。
- その後、小禄営業所は具志営業所へ移転したが、しばらくは9番と11番は松川入口が終点で具志営業所までは回送であった。2005年5月1日から当営業所発着となった。ただし松川入口 - 具志営業所間は無停車で、途中に存在する名嘉地バス停などは通過する。
- 2004年7月18日に那覇交通が那覇バスへ営業譲渡したことにより那覇交通具志営業所から那覇バス具志営業所へ改名。
- 2006年9月25日に三重城営業所が南風原町新川の新川営業所に移転したことにより、45番のダイヤとルートが改正され、17番も三重城営業所を起終点としていたのを当営業所を起終点地とする経路に変更された。また、三重城営業所管轄だった6番も当営業所の管轄になった。
- 2007年4月9日に行われた17番の経路変更で、具志三丁目経由から、9番、11番と同じ松川入口を経由する経路へ変更された。
- 2021年3月21日 45番に友愛医療センター経由を新設。
- 2022年4月1日 那覇バスの観光部門が定期観光バスを除き、琉球バス交通に統合された。

## 周辺
- 豊見城警察署
- 国道331号沖縄西海岸道路豊見城道路
- 瀬長島

## 発着路線
| 番号 | 路線           | 主な経由地（括弧内は一部の便のみが経由）                                             | 行先             |
| ---- | -------------- | ------------------------------------------------------------------------------------ | ---------------- |
| 9    | 小禄石嶺線     | 宇栄原（大嶺）・小禄・旭橋駅・牧志・山川・儀保                                       | 石嶺営業所       |
| 11   | 安岡宇栄原線   | 宇栄原・壺川・県庁前・久茂地・安謝（おもろまち）・古島インター・儀保                 | 石嶺営業所       |
| 17   | 石嶺（開南）線 | 赤嶺駅・壺川・開南・首里城公園・儀保                                                 | 石嶺営業所       |
| 45   | 与根線         | 田頭（友愛医療センター）・与根・渡橋名・真玉橋（豊見城高校）・開南・県庁前・商業高校 | 三重城           |
| 101  | 平和台安謝線   | 平和台団地・小禄・壺川・バスターミナル前（県庁前）・牧志・安謝                       | 市場北口方面循環 |

## 管轄路線

### 現行路線
- 6番・那覇おもろまち線
- 9番・小禄石嶺線
- 11番・安岡宇栄原線
- 17番・石嶺（開南）線
- 25番・那覇普天間線
- 45番・与根線
- 95番・空港あしびなー線
- 101番・平和台安謝線
- 111番・高速バス
- 117番・高速バス（美ら海直行）
- 125番・普天間空港線

### 廃止された路線
- 7番・首里城空港線
- 12番・末吉線
- 25番・普天間空港線
- 102番・空港こどもの国線
- 102番・空港普天間線
- 95番・豊見城南高校線
- 那覇空港リムジンバス
- 那覇市コミュニティバス実証実験
  - 小禄みぐい

## 隣のバス停
9番・11番・17番
具志営業所 - 松川入口
45番（田頭経由）・101番
具志営業所 - 瀬長
45番（友愛医療センター経由）
具志営業所 - 友愛医療センター